# Meisterkandidat
Meisterkandidat, beim Weltschachbund FIDE Candidate Master (Abkürzung CM), ist ein Titel für schachliche Leistungen, der durch die FIDE auf Lebenszeit verliehen wird, und der unterhalb der Titel Großmeister (GM), Internationaler Meister (IM) und FIDE-Meister (FM) angesiedelt ist. Wie bei allen Titeln der FIDE wird in der Titel-Bezeichnung und bei der Titel-Qualifikation zwischen dem allgemeinen Titel (CM) und dem Frauentitel (WCM für Woman Candidate Master) unterschieden. Der Titel wurde 2002 eingeführt. Mit dem CM-Titel vergleichbar wird im Österreichischen Schachbund (ÖSB) verbandsintern der Titel Meisterkandidat (MK) vergeben. Vor der Einführung der nationalen Wertungszahlen gab es in einer Reihe osteuropäischer Länder (UdSSR, DDR, …) diesen Titel. Er lag zwischen der Leistungsklasse 1 und dem nationalen Meister und hieß Meisteranwärter (MA).

## Qualifikation
Analog zum FIDE-Meister muss als Titelkriterium für den Candidate Master eine festgelegte Elo-Zahl erreicht worden sein. Der CM- bzw. WCM-Titel muss durch den jeweiligen nationalen Schachverband bei der FIDE beantragt werden, wobei für den CM-Titel eine internationale Elo-Zahl von mindestens 2200, für den WCM-Titel eine Elo-Zahl von mindestens 2000 erforderlich ist. Zusätzliche Anforderungen seitens des nationalen Verbandes sind möglich. So wird seitens des Deutschen Schachbundes als zusätzliche Qualifikationsanforderung das Erreichen einer DWZ von 2100 für den CM-Titel bzw. von 1900 Punkten für den WCM-Titel verlangt.
Unabhängig von der Elo-Zahl verleiht die FIDE den CM-Titel automatisch an Spieler, die einen der folgenden Erfolge erreichen:
1. mindestens 50 % aus mindestens sieben Partien bei einer Schacholympiade, Mannschaftsweltmeisterschaft oder kontinentalen Mannschaftsmeisterschaft,
2. zweiter oder dritter Platz bei einer Amateur-Weltmeisterschaft,
3. zweiter oder dritter Platz bei einer Jugendkontinentalmeisterschaft in der Altersklasse U16,
4. zweiter oder dritter Platz bei einer Jugendwelt- oder -kontinentalmeisterschaft in der Altersklasse U14 oder U12,
5. einer der ersten drei Plätze bei einer Jugendwelt- oder -kontinentalmeisterschaft in der Altersklasse U10 oder U8,
6. mindestens 50 % aus mindestens neun Partien bei einer Subkontinentalmeisterschaft,
7. zweiter oder dritter Platz bei einer Jugendweltmeisterschaft der IBCA, ICCD oder IPCA.